# إسحاق في. ماكفيرسون
إسحاق في. ماكفيرسون هو محامي وسياسي أمريكي، ولد في 8 مارس 1868 في Rome, Missouri ‏ في الولايات المتحدة، وتوفي في 31 أكتوبر 1931 في أورورا في الولايات المتحدة. نشط حزبياً في الحزب الجمهوري. وقد انتخب عضو مجلس نواب ولاية ميزوري ‏ وانتخب عضو مجلس النواب الأمريكي ‏.